# Martin Fiala (Skirennläufer)
Martin Fiala (* 25. Januar 1968 in der Tschechoslowakei) ist ein ehemaliger deutscher Skirennläufer und Skicrosser.

## Biografie
Zu Beginn seiner sportlichen Karriere gehörte Martin Fiala, der im Riesengebirge aufwuchs, dem alpinen Schülerteam der damaligen Tschechoslowakei an. Mit 14 flohen seine Eltern mit ihm nach Deutschland. Mit seiner Familie zog er ins Münsterland, wo er noch heute mit seiner Lebensgefährtin wohnt. Einen weiteren Wohnsitz hat er im Allgäu.
Fiala fuhr für den deutschen Skiverband von 1988 bis zu seinem Ausstieg aus dem Ski-Alpin-Weltcup 1995 vornehmlich Abfahrtsrennen und in der Kombination. Bei den Weltmeisterschaften 1991 erreichte er den 14. Platz in der Kombination und den 18. Platz in der Abfahrt. Zwei Jahre danach fuhr er bei den Weltmeisterschaften 1993 auf den 15. Platz in der Kombination und den 20. Platz in der Abfahrt. Zwischen 1998 und 2010 war er aktiver Skicrosser im Skiclub SC Obermaiselstein. Am 13. Januar 2010 schaffte er in Alpe d’Huez die Norm für die Olympischen Winterspiele in Vancouver. Dort belegte er den 31. Platz.
Nach seiner Teilnahme am Skiweltcup war Fiala wissenschaftlicher Mitarbeiter der DSHS Köln und des Deutschen Skiverbands. Er war dort in die Arbeit beim Damen-Team des DSV aktiv eingebunden. Von 2003 bis 2008 war er Pressesprecher und anschließend Vizepräsident im Bayerischen Skiverband/BSV. Er war Mitbegründer der Internetfirma XNX GmbH, die 2008 an die norwegische Skiinfo Gruppe verkauft wurde.

## Werke
- Max Rieder/Martin Fiala: Skier’s Fitness: Konditionstraining im Skisport. Meyer & Meyer, Aachen 2007, ISBN 9783898992497, erschienen in Deutsch und Englisch